# Лепи Мича
Лепи Мича (на сръбски: Лепи Мића) е псевдоним на сръбския турбофолк певец Мирослав Пържул (на сръбски: Мирослав Пржуљ) от Босна и Херцеговина. Роден е на 1 януари 1970 г. в град Сараево, Социалистическа федеративна република Югославия.
Той е известен изпълнител на сръбски националистически песни от времето на войната в Босна и Херцеговина.

## Дискография
- Рулет среће (1989)
- Сад кад се растајемо (1990)
- Крвава свадба (1992)
- Православци (1993)
- Гдје цвјетају божури (1994)
- Жено плаве косе (1996)
- Свака ме зима на тебе сјећа (1998)
- Србима за сва времена (2001)
- Oj Србијо, мајко моја (2008)
- Процват (2017)

## Песни
- Гора Романиjа
- Ко не памти Косово